# Cerkiew Przemienienia Pańskiego w Grabowcu
Cerkiew Przemienienia Pańskiego w Grabowcu – dawna cerkiew greckokatolicka, wzniesiona w 1916 w Grabowcu.
W latach 1947–1957 służyła jako magazyn. Cerkiew w latach 1957–2002 użytkowana jako rzymskokatolicki kościół filialny Najświętszego Serca Pana Jezusa parafii w Nienowicach. Po 2002 obiekt nieczynny kultowo.

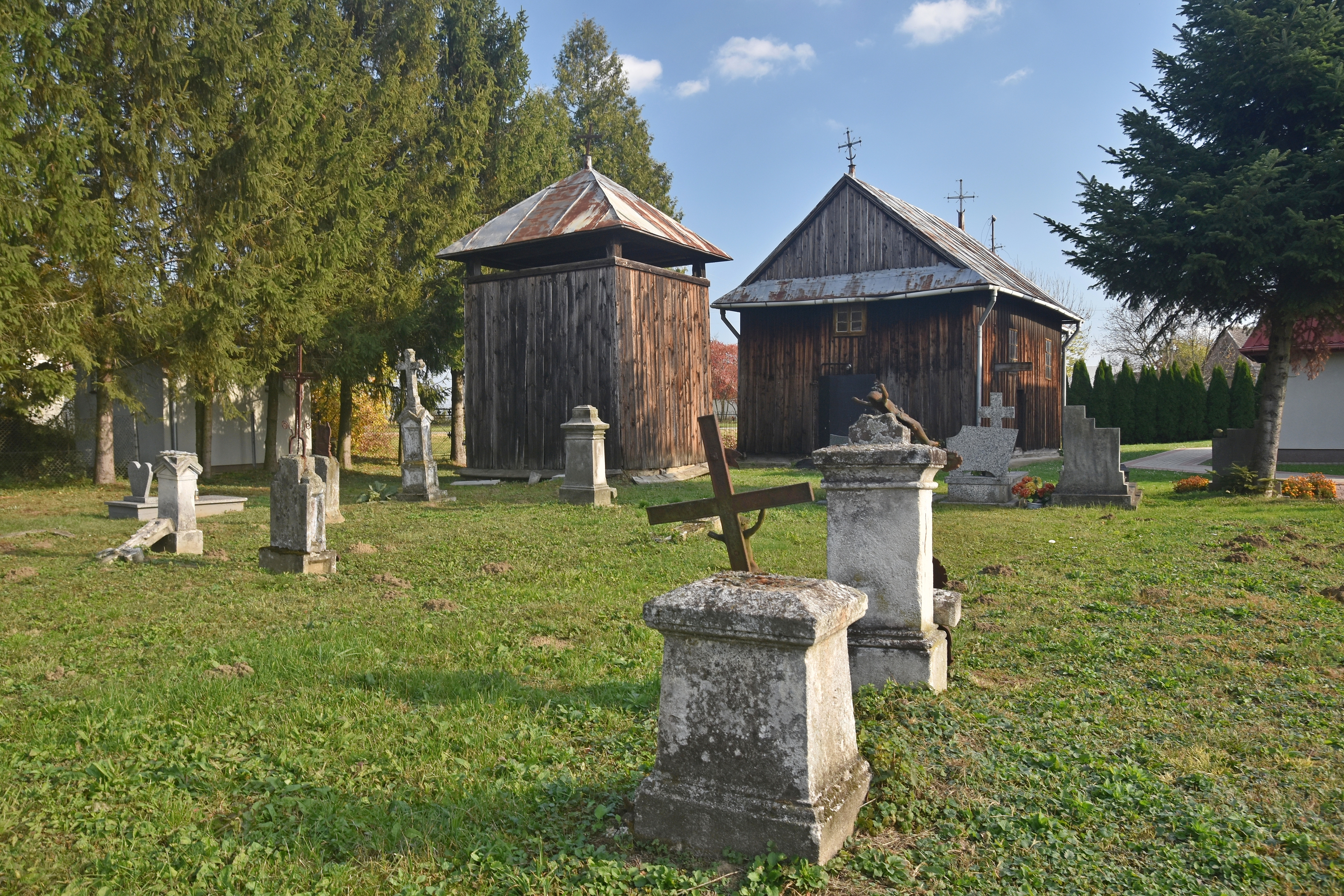
Widok ogólny
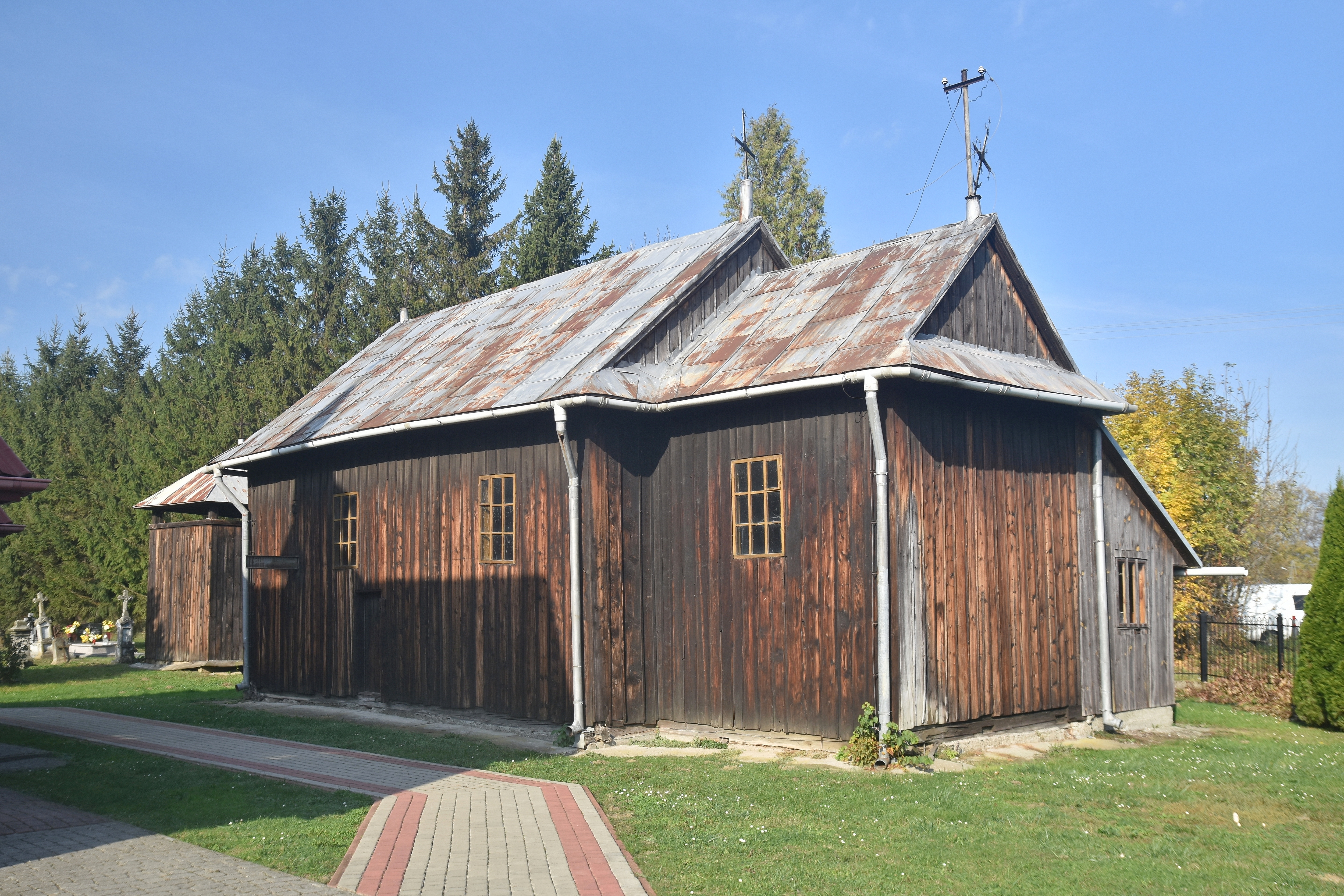
Elewacja boczna
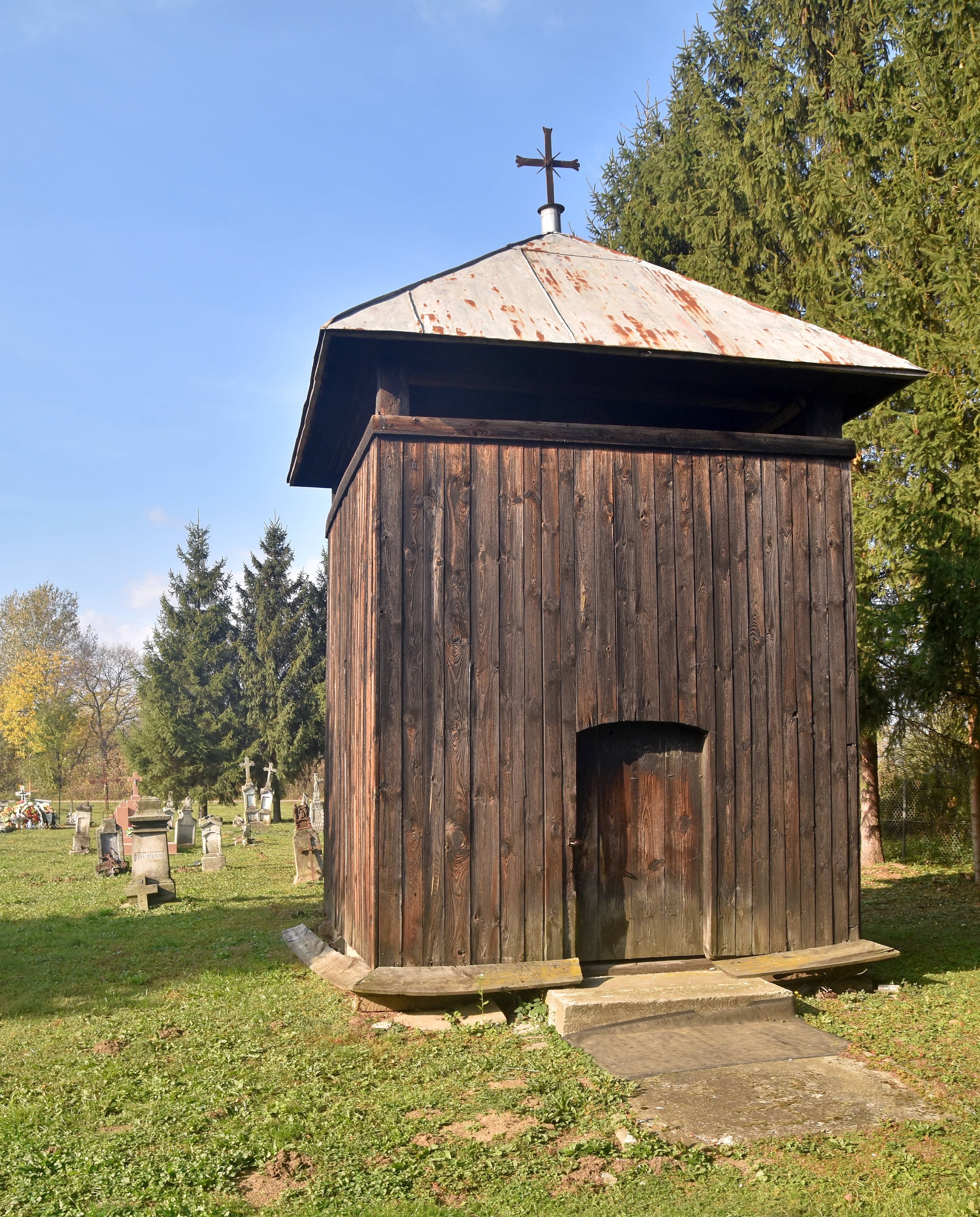
Dzwonnica